# Aistala
Aistala é uma vila no distrito de Nadia, no estado indiano de West Bengal.

## Demografia
Segundo o censo de 2001, Aistala tinha uma população de 19 425 habitantes. Os indivíduos do sexo masculino constituem 51% da população e os do sexo feminino 49%. Aistala tem uma taxa de literacia de 70%, superior à média nacional de 59,5%; com 56% para o sexo masculino e 44% para o sexo feminino. 10% da população está abaixo dos 6 anos de idade.